# Limnonectes ferneri
Limnonectes ferneri es una especie de anfibio anuro de la familia Dicroglossidae.

## Distribución geográfica
Es endémica del sudeste de Mindanao (Filipinas).

## Estado de conservación
Está amenazada por la pérdida de su hábitat natural.